# Asteroidi troiani della Terra

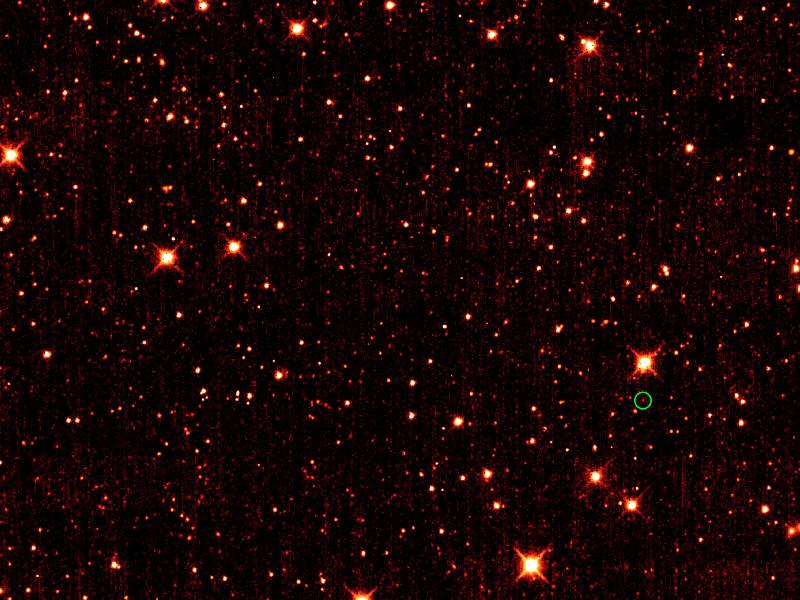
(nel cerchietto verde), il primo asteroide troiano della Terra conosciuto.

Gli asteroidi troiani della Terra sono asteroidi che orbitano in prossimità dei punti di Lagrange del sistema Terra-Sole L4 ed L5. Devono il loro nome all'omonimo gruppo di asteroidi posto nei punti di Lagrange tra il Sole e Giove.
La loro posizione nel cielo si estende per circa 60° ad est e ad ovest del Sole, una regione scarsamente scandagliata da quanti si dedicano alla ricerca di asteroidi.
Gli unici due oggetti appartenenti a questa classe sinora scoperti sono situati in corrispondenza del punto L4: (706765) 2010 TK7, di 300 m di diametro  e (614689) 2020 XL5 , di 300-400 m di diametro.

## Lista
- Punto di Lagrange L4
  - (614689) 2020 XL5
  - (706765) 2010 TK7

- Punto di Lagrange L5

I punti di Lagrange del sistema Terra-Sole.

  - Allo stato attuale, nessun oggetto è stato confermato, né sono stati individuati potenziali oggetti orbitanti in corrispondenza di L5.

Nel 2017 la sonda OSIRIS-REx ha sorvolato il punto di Lagrange L5 e ha effettuato delle osservazioni per cercare eventuali asteroidi troiani. I dati del sorvolo devono essere ancora esaminati.

## Altri compagni della Terra
Un oggetto particolare legato alla Terra è l'asteroide 3753 Cruithne, un oggetto di 5 km posto in una particolare orbita detta a ferro di cavallo; si tratterebbe con probabilità di un legame temporaneo. Diversi altri oggetti scoperti presentano orbite simili, tuttavia benché siano in risonanza 1:1 con l'orbita terrestre, non sono considerabili troiani in quanto non librano attorno ai punti di Lagrange L4 ed L5.